# 杉枝真結
杉枝 真結（すぎえだ まゆ、1996年1月2日 - ）は、日本の女性ファッションモデル。Happiness、E-girlsの元メンバー。大阪府出身。

## 略歴
STEPOUT DANCE STUDIO出身。
2007年、「ナルミヤシンデレラオーディション」の大阪大会でグランプリ受賞。
2009年12月25日、「Happinessボーカルオーディション」で合格しグループに加入。「MAYU」名義で歌手・ダンサーとして活動を開始する。
2011年4月、E-girlsとしても始動する。
2012年8月、伝染性単核球症を患い療養のため活動を休止する。
2013年6月、名義を「MAYU」から「杉枝真結」に変更する。同年8月11日、武者修行ファイナルで活動復帰を果たす。
2014年4月7日、個人活動に移行するため、Happiness及びE-girlsを脱退したことを発表。

### グループ脱退後
2014年9月、ネクストサティスファクション所属となり、モデルとして芸能活動を再開する。活動拠点は大阪となる。
2019年3月末日、東京へ拠点を移す為ネクストサティスファクションを退社。以降東京と大阪の二拠点をメインにフリーランスとして活動を続けている。
2022年2月に主演映画「コネクション」が全国劇場公開になった。
東京ではプラスプラス契約タレントとしても活動中。

## 出演

### イベント
- 関西コレクション
  - 関西コレクション 2014 AUTUMN/WINTER（2014年）[13]
  - 関西コレクション 2015 SPRING/SUMMER（2015年）[14]
  - 関西コレクション 2015 AUTUMN/WINTER（2015年）[15]
  - 関西コレクション 2016 SPRING/SUMMER（2016年）[16]
  - 関西コレクション 2016 AUTUMN/WINTER（2016年）[17]
  - 関西コレクション 2017 SPRING/SUMMER（2017年）[18]
  - 関西コレクション 2018 SPRING/SUMMER（2018年）[19]
  - 関西コレクション 2018 AUTUMN/WINTER（2018年）[20]
- Girls Award
  - GirlsAward 2015 SPRING/SUMMER（2015年）[21]
  - GirlsAward 2015 AUTUMN/WINTER（2015年）[22]
- 神戸コレクション
  - 神戸コレクション 2015 AUTUMN/WINTER（2015年）[23]
  - 神戸コレクション 2016 SPRING/SUMMER（2016年）[24]
- SUPER GIRLS EXPO 最強美少女博覧会（2014年）[25]
- HOKURIKU GIRLS GRAND PRIX 2016（2016年）[26]
- Tokyo Street Collection（2017年 - ）[27][28][29]

### テレビ
- RANKO&MAYUのお騒がせPOLICE（2014年11月 - 2015年3月、関西テレビ）[30]
- みんなのニュース ワンダー「ワンダーのトビラ」（2015年 - 2017年、関西テレビ） - リポーター[31]
- すもももももも! ピーチCAFE（2015年9月 - 、読売テレビ） - ピーチーズ[32]
- おはよう朝日です「サキヨミEnter!」（2016年4月 - 、朝日放送テレビ） - リポーター[33]
- 音ボケPOPS（2024年7月 - 、TOKYO MX）

### ラジオ
- ウエインズトヨタ神奈川 presents サンデービーコル（2023年1月 - 、FMヨコハマ）

### WEB広告
- NTT西日本「マイナンバーの戦い」エグスプロージョンfeat.女子高生（2016年）[34]

### 連載
- Soup.plus+（2017年 - 2018年、Soup.Online） - WEB連載[35]

## 書籍

### 雑誌連載
- SHe（2016年創刊号 - 、ファッションマガジン社） - レギュラーモデル[36]